# Bahnstrecke Castellbisbal/El Papiol–Mollet
| Triebzug der Baureihe 465 am Haltepunkt Sant Cugat del Vallès |                                                              |                                                     |                                                     |
| |                                                              |                                                     |                                                     |
| Streckennummer: | 246                                                          |                                                     |                                                     |
| Streckenlänge: | 27 km                                                        |                                                     |                                                     |
| Spurweite: | 1668 mm (Iberische Spur)                                     |                                                     |                                                     |
| Stromsystem: | 3000 V =                                                     |                                                     |                                                     |
| Streckengeschwindigkeit: | 120 km/h                                                     |                                                     |                                                     |
| Zugbeeinflussung: | ASFA                                                         |                                                     |                                                     |
| Zweigleisigkeit: | durchgehend (außer Abzweigstellen)                           |                                                     |                                                     |
| |                                                              |                                                     |                                                     |
| Weitere Spurweite: | 1435 mm (Normalspur) (ein Streckengleis) (Dreischienengleis) |                                                     |                                                     |
| \| \| \| Strecke von Tarragona \| \| \| \| 0,0 \| Castellbisbal \| Castellbisbal \| \| \| \| \| \| \| \| \| (Bif. Rubí (Abzw), Bif. Papiol (Abzw)) \| \| \| \| \| Strecke zum Hafen Barcelona (Bif. Llobregat (Abzw)) \| \| \| \| \| El Papiol \| \| \| \| \| Strecke nach Barcelona \| \| \| \| 9,3 \| Rubí \| Rubí \| \| \| \| Metro de Vallès (FGC) \| \| \| \| 12,9 \| San Cugat del Vallés \| San Cugat del Vallés \| \| \| 16,4 \| Cerdanyola Universitat \| Linienbeginn \| \| \| \| Strecke nach Barcelona \| \| \| \| \| Baricentro \| \| \| \| \| Bahnstrecke Lleida–La Pobla de Segur \| \| \| \| \| Santa Perpètua Can Falguera \| \| \| \| \| Bahnstrecke Barcelona–Latour-de-Carol - Enveitg \| \| \| \| \| \| \| \| \| \| Strecke nach Barcelona \| \| \| \| \| zur SFS Barcelona–Französische Grenze \| \| \| \| \| Strecke von Barcelona \| \| \| \| \| \| \| \| \| 27,3 \| Mollet - Sant Fost \| Mollet - Sant Fost \| \| \| \| Strecke nach Cerbère \| \| |                                                              |                                                     |                                                     |
| Strecke |                                                              | Strecke von Tarragona                               | Strecke von Tarragona                               |
| Bahnhof | 0,0                                                          | Castellbisbal                                       | Castellbisbal                                       |
| Abzweig geradeaus, nach links und von links · Strecke von rechts |                                                              |                                                     |                                                     |
| Abzweig geradeaus, nach links und von links · Abzweig geradeaus und von rechts |                                                              | (Bif. Rubí (Abzw), Bif. Papiol (Abzw))              | (Bif. Rubí (Abzw), Bif. Papiol (Abzw))              |
| Abzweig geradeaus und nach rechts · Strecke |                                                              | Strecke zum Hafen Barcelona (Bif. Llobregat (Abzw)) | Strecke zum Hafen Barcelona (Bif. Llobregat (Abzw)) |
| Bahnhof · Strecke |                                                              | El Papiol                                           | El Papiol                                           |
| Strecke · Strecke |                                                              | Strecke nach Barcelona                              | Strecke nach Barcelona                              |
| Bahnhof | 9,3                                                          | Rubí                                                | Rubí                                                |
| Kreuzung geradeaus unten |                                                              | Metro de Vallès (FGC)                               | Metro de Vallès (FGC)                               |
| Haltepunkt / Haltestelle | 12,9                                                         | San Cugat del Vallés                                | San Cugat del Vallés                                |
| Haltepunkt / Haltestelle | 16,4                                                         | Cerdanyola Universitat                              | Linienbeginn                                        |
| Abzweig geradeaus und nach rechts |                                                              | Strecke nach Barcelona                              | Strecke nach Barcelona                              |
| ehemaliger Haltepunkt / Haltestelle |                                                              | Baricentro                                          | Baricentro                                          |
| Kreuzung geradeaus unten |                                                              | Bahnstrecke Lleida–La Pobla de Segur                | Bahnstrecke Lleida–La Pobla de Segur                |
| ehemaliger Haltepunkt / Haltestelle |                                                              | Santa Perpètua Can Falguera                         | Santa Perpètua Can Falguera                         |
| Kreuzung geradeaus oben |                                                              | Bahnstrecke Barcelona–Latour-de-Carol - Enveitg     | Bahnstrecke Barcelona–Latour-de-Carol - Enveitg     |
| Strecke von links · Abzweig geradeaus und nach rechts |                                                              |                                                     |                                                     |
| Abzweig geradeaus und nach rechts · Strecke |                                                              | Strecke nach Barcelona                              | Strecke nach Barcelona                              |
| Abzweig geradeaus und nach rechts · Strecke |                                                              | zur SFS Barcelona–Französische Grenze               | zur SFS Barcelona–Französische Grenze               |
| Abzweig geradeaus und von rechts · Strecke |                                                              | Strecke von Barcelona                               | Strecke von Barcelona                               |
| Strecke nach links · Abzweig geradeaus und von rechts |                                                              |                                                     |                                                     |
| Haltepunkt / Haltestelle | 27,3                                                         | Mollet - Sant Fost                                  | Mollet - Sant Fost                                  |
| Strecke |                                                              | Strecke nach Cerbère                                | Strecke nach Cerbère                                |

Die Bahnstrecke Castellbisbal/El Papiol–Mollet ist eine Bahnstrecke in der autonomen Gemeinschaft Katalonien in Spanien. Betreiber ist das staatliche spanische Eisenbahninfrastrukturunternehmen Adif. Die Strecke ist Bestandteil des Corredor Mediterráneo (Mittelmeerkorridor).

## Geschichte
| Eröffnungsdatum  | Streckenabschnitt              |
| ---------------- | ------------------------------ |
| 05. Oktober 1982 | Castellbisbal/El Papiol–Mollet |

Die zweigleisige Bahnstrecke wurde 1982, hauptsächlich als Güterumgehungsstrecke Barcelonas, in Betrieb genommen. Bei der Neubaustrecke wurden bereits Bahnsteige in Rubí, Sant Cugat und Cerdanyola Universitat mit errichtet, jedoch kein Personenverkehr aufgenommen. Erst 23 Jahre später begann die Ära des Personenverkehrs mit Einrichtung der neuen Halbringlinie C-7 (seit 2010 als R7 bezeichnet) der Rodalies Barcelona.
Mit dem Bau der neuen normalspurigen Schnellfahrstrecke von Frankreich nach Barcelona wurde 2010 zwischen Montmeló und El Papiol ein Streckengleis auf ein Dreischienengleis (Normal- bzw. iberische Breitspur) umgebaut. Ebenfalls wurde die Oberleitung auf der gesamten Strecke erneuert. Durch weitere Streckenneubauten im Großraum Barcelona ist seitdem ein durchgehender Zugbetrieb zwischen Frankreich und dem Hafen Barcelonas möglich.

## Aktueller Zugverkehr
Die komplette Strecke wird gegenwärtig durch die Linie R8 zwischen Martorell und Granollers Centre im Stundentakt befahren, die ursprüngliche Verbindung mit der Innenstadt Barcelonas besteht nicht mehr. Der Bahnhof Cerdanyola Universitat ist zudem Endstelle der kurzen Linie R7, die einen Anschluss an den Bahnhof Sant Andreu Arenal, im Nordosten Barcelonas herstellt.

## Sonstiges
Umsteigemöglichkeiten zu anderen Linien der Rodalies bestehen in Castellbisbal, Cerdanyola Universitat und Mollet - Sant Fost. In San Cugat del Vallés kann auf die FGC umgestiegen werden. Der Fußweg zum FGC-Bahnhof Volpelleres beträgt jedoch 800 Meter. Zwischen Cerdanyola Universitat und Mollet - Sant Fost existieren die vorbereiteten Haltepunkte Baricentro und Santa Perpètua Can Falguera, die jedoch nie in Betrieb gegangen sind.

## Bilder

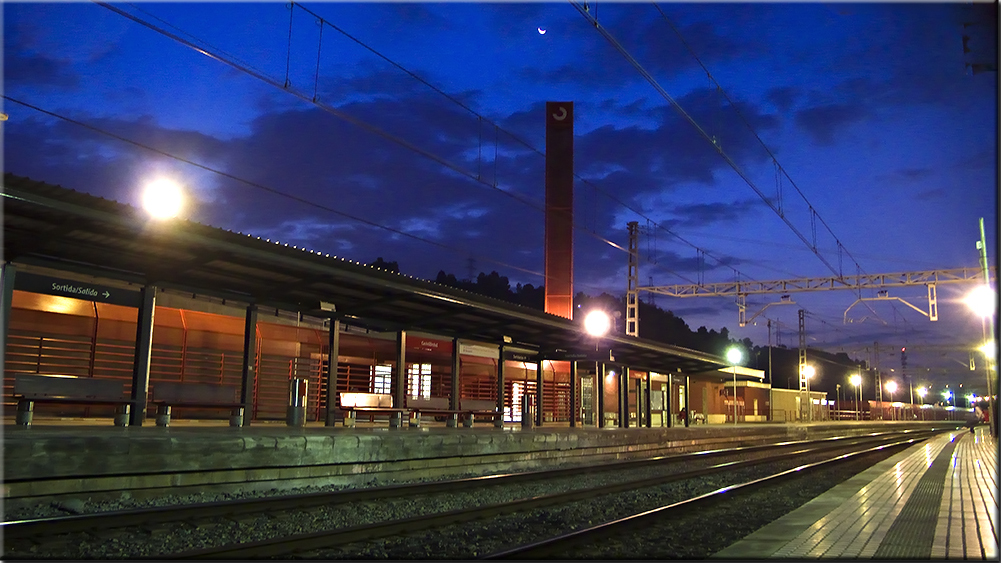
Bahnhof Castellbisbal
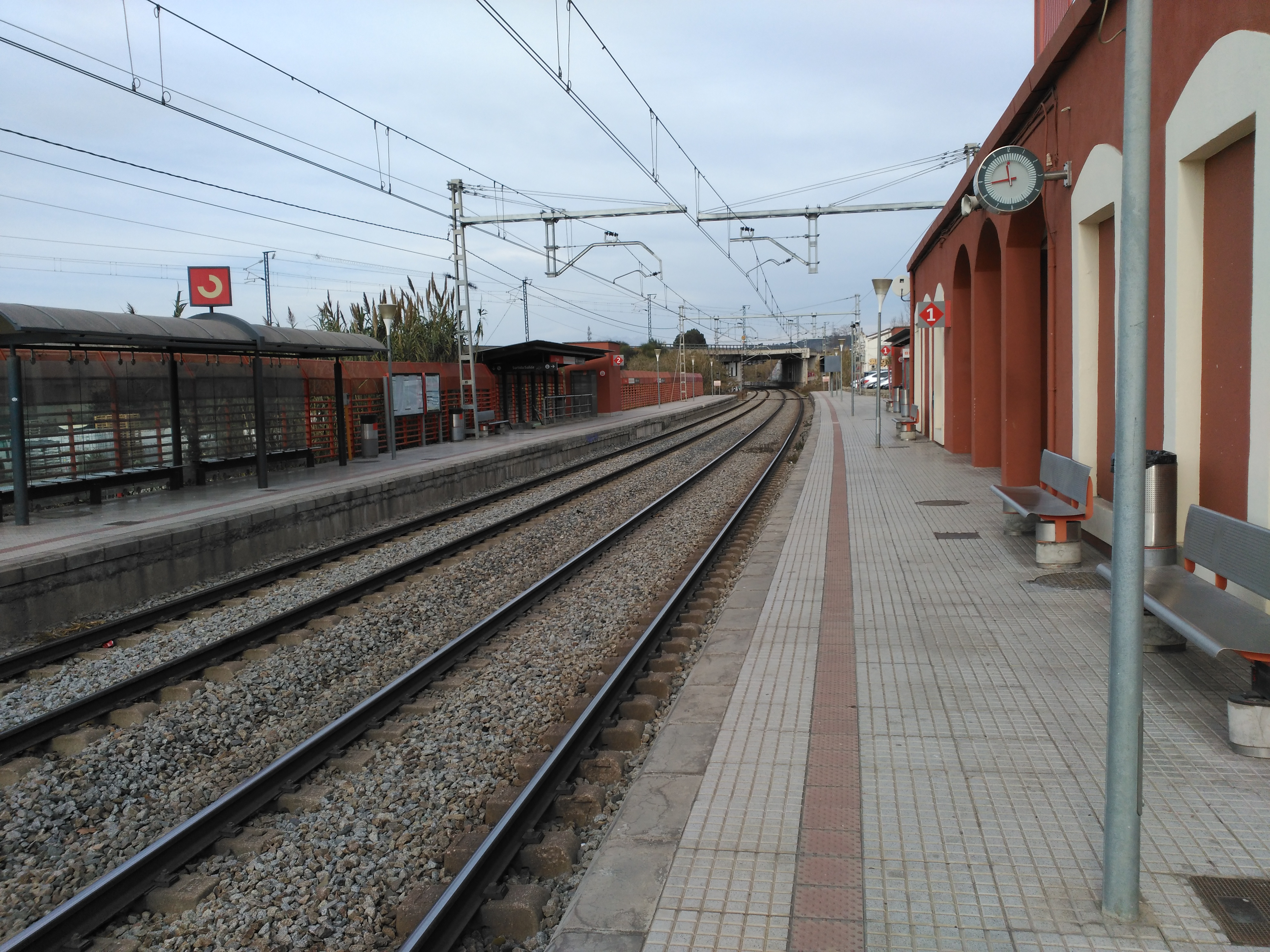
Bahnhof El Papiol
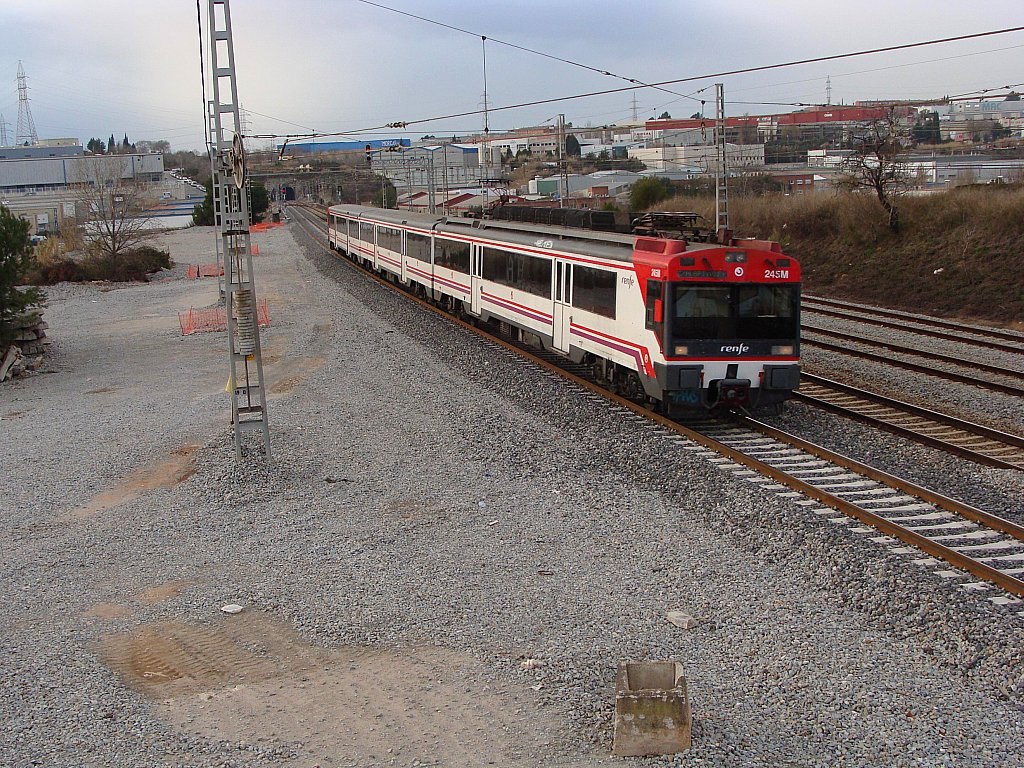
Triebzug bei Rubí (im alten Zustand)
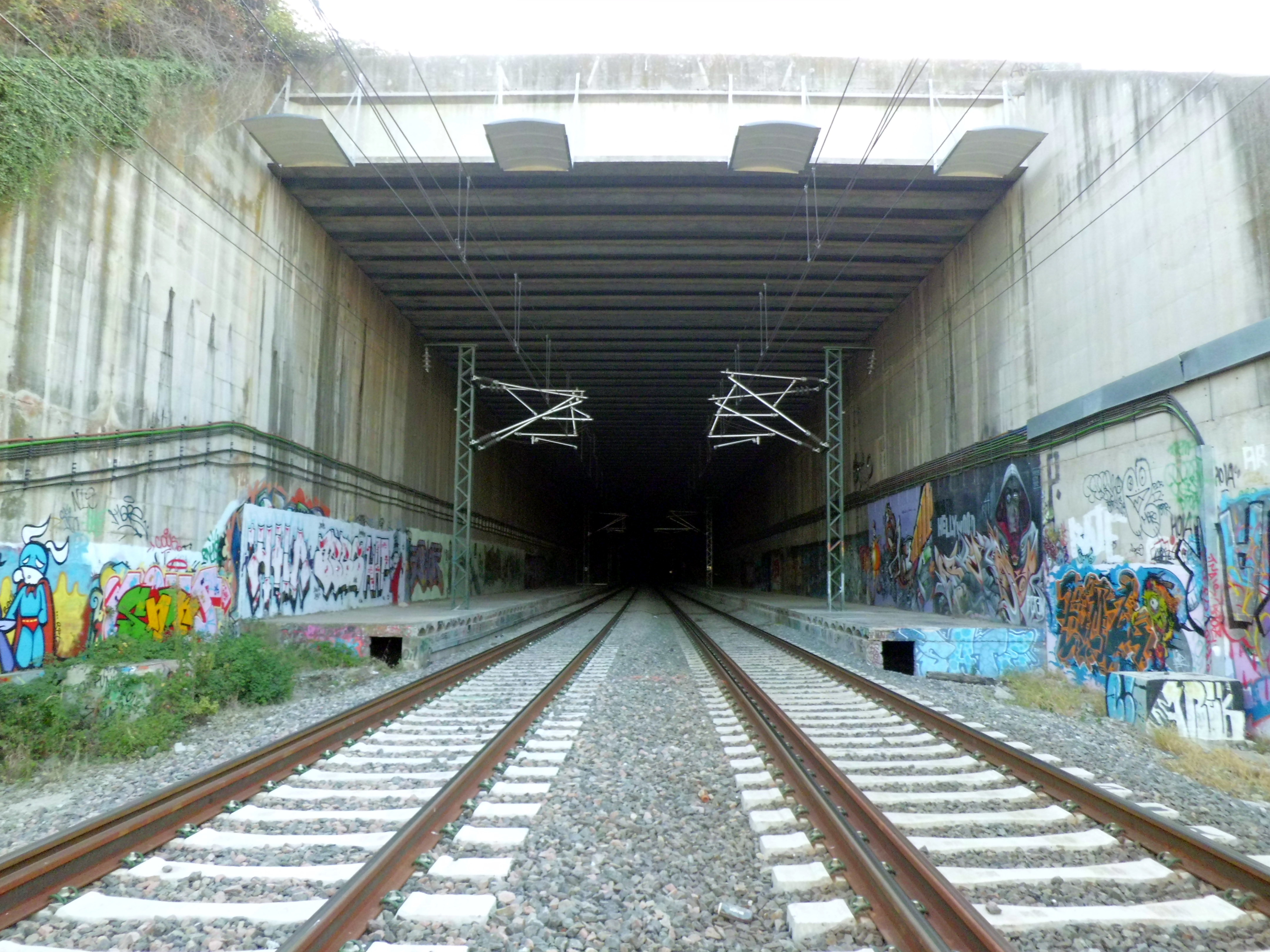
Nichteröffneter Haltepunkt Baricentro in Tunnellage